# ووكينغ
ووكينغ (تنطق: وُوكِنغ) هي بلدة ومنطقة بلدية تقع في شمال غرب مقاطعة سري في إنجلترا، وتبعد حوالي 36 كيلومترًا عن وسط مدينة لندن. ورد اسمها في كتاب يوم الحساب (السجل العقاري الإنجليزي الشهير الذي أُعد في القرن الحادي عشر) بصيغة "ووشينغز"، ويُعتقد أن اسمها مشتق من اسم مالك أرض ساكسوني. تعود أقدم دلائل النشاط البشري في المنطقة إلى العصر الحجري القديم، إلا أن فقر التربة الرملية في المنطقة جعلها أقل مناطق المقاطعة سكانًا في عام 1086.
شهدت ووكينغ تطورًا ملحوظًا في وسائل النقل بين منتصف القرن السابع عشر ومنتصف القرن التاسع عشر، حيث أُنشئت قناة وي المائية، وقناة باسينغستوك، بالإضافة إلى خط السكك الحديدية الواصل بين لندن وساوثهامبتون. وقد بدأت نشأة البلدة الحديثة في ستينيات القرن التاسع عشر، عندما شرعت "شركة نيكروبوليس اللندنية" ببيع الأراضي الفائضة حول محطة القطار للتوسع العمراني.
بدأ نظام الحكم المحلي الحديث في ووكينغ عام 1893 بإنشاء مجلس محلي للبلدة، ثم تحوّل في العام التالي إلى "مجلس المنطقة الحضرية لووكينغ". وشهدت المنطقة توسعًا كبيرًا عام 1907 عندما ضُمّت إليها أبرشية هورسيل، ثم توسعت مجددًا عام 1933 عندما أُضيفت إليها أبرشيتا بايفليت وبيرفورد. وفي عام 1930، مُنح المجلس شعارًا رسميًا، ثم حصلت ووكينغ على صفة "بلدية" رسميًا في إطار إعادة تنظيم الحكم المحلي عام 1974. واعتبارًا من عام 2022، يتكوّن مجلس البلدية من 30 عضوًا منتخبًا، مدة ولاية كل منهم أربع سنوات.
تغطي بلدية ووكينغ مساحة تُقدّر بـ64 كيلومترًا مربعًا، وبلغ عدد سكانها 103,900 نسمة وفقًا لإحصاء عام 2021. يمتد النطاق الحضري من كنابهيل غربًا إلى بايفليت شرقًا، مع احتفاظ القرى المحيطة مثل بروكوود، وميفورد، وبيرفورد، وأولد ووكينغ بهويّتها المتميزة. وتخضع نحو 60% من مساحة البلدية لحماية "الحزام الأخضر الحضري" التابع للعاصمة لندن، مما يقيّد بشدة فرص التوسع في بناء وحدات سكنية جديدة. ومن بين المشاريع العمرانية الحديثة بناء برجين سكنيين في مركز المدينة، وتحويل مبانٍ صناعية قديمة إلى شقق سكنية. كما تضم البلدية ستة مواقع مصنّفة كمناطق ذات أهمية علمية خاصة، ثلاث منها تُشكّل جزءًا من "منطقة الحماية الخاصة لحوض التايمز".
يعود معظم البناء في وسط المدينة إلى القرنين العشرين والحادي والعشرين، في حين توجد في الأجزاء الأخرى من البلدية عدة معالم تاريخية، أبرزها أطلال "قصر ووكينغ" الذي كان مقرًا ملكيًا للملك هنري السابع وهنري الثامن، وكذلك كنيسة القديس بطرس في أولد ووكينغ، والتي تعود بعض أجزائها إلى عهد الملك ويليام الأول. كما تُعد "منزل ساتون" الذي بُني حوالي عام 1525 لصالح ريتشارد ويستون، من أقدم المنازل غير المحصّنة في إنجلترا. ومن المعالم البارزة في المدينة مسجد "شاه جهان" الذي أُنشئ عام 1889، وكان أول مسجد يُبنى خصيصًا في المملكة المتحدة.
تنتشر في مركز المدينة مجموعة من الأعمال الفنية العامة، من بينها تمثال للكاتب هربرت جورج ويلز، الذي كتب روايته الشهيرة حرب العوالم أثناء إقامته في شارع مايبري. وتدور أجزاء كبيرة من أحداث الرواية في منطقة ووكينغ.

## الموقع
تشترك في الحدود مع:
- Ottershaw [الإنجليزية]‏.

## مدن توأم
المدن التوأم:
- راستات
- أمستلفين
- لو بليسيس روبنسون.

## أعلام
- إثيل سميث
- بروس باين
- ولتر أوين بنتلي
- ويني شو
- إليانور ميلدريد سيدجويك
- هنري ساذرلاند إدواردز
- إدي براون
- باول ويلر
- ريك بارفيت
- إدوارد الشهيد
- إيان أوغلفي
- رون دينيس